# مریلیدال
مریلیدال (به سوئدی: Mariedal) یک منطقهٔ مسکونی در سوئد است که در بخش اوپلنس-پرو واقع شده‌است. مریلیدال ۰٫۷۴ کیلومتر مربع مساحت و ۲۹۷ نفر جمعیت دارد.